# Шевченко, Василий Иванович (художник)
Василий Иванович Шевченко (8 января 1926, Колыбелка, Воронежская губерния — 22 февраля 1997, Липецк) — российский художник. Член Международной федерации художников ЮНЕСКО, Союза художников России, участник Великой Отечественной войны.
Живопись — это диалог со зрителем. Любой цвет может говорить, кричать, петь. Мой любимый цвет — крик.Василий Шевченко.
В картинах Василия Шевченко закодированы простота и гармония его личности — светлой, жизнелюбивой, сложной и многоплановой, живущей как бы в двух измерениях: земном и духовном. Силой творческого таланта, безграничной фантазией и воображением он создает неповторимые произведения искусства. Художник — это не профессия, а способ видения мира. Так вот, в своих произведениях Василий Шевченко и показал нам, зрителям, свой особый, уникальный, мелодичный, лирический способ этого видения. Его искусство как чистый родник утоляет жажду, радует, трогает душу каждого человека.Эдуард Дробицкий, заслуженный деятель искусств России.

## Биография
Василий Шевченко родился 8 января 1926 г. в селе Колыбелка (ныне — в Лискинском районе Воронежской области) в многодетной крестьянской семье.
Систематического художественного образования не получил.
В середине 1930-х годов в деревню на этюды приехал воронежский художник. Он пробудил у деревенского мальчишки интерес к визуальному изображению мира.
В 1939 году семья переехала в г. Лиски, где Василий Шевченко поступил в железнодорожное училище.
В 1941 году при приближении фронта к станции Лиски вместе с училищем был эвакуирован в Свердловск.
В 1943 году был призван в армию. После окончания учёбы в школе младших командиров был отправлен на фронт командиром стрелкового отделения. Участвовал в боях 3-го Белорусского фронта в Восточной Пруссии; гвардии младший сержант.
В январе 1945 года получил тяжелейшее ранение под Кёнигсбергом.
С 1945 по 1949 гг. лечился в госпиталях Москвы, Саратова, Липецка, перенес ряд операций под общим наркозом, что способствовало развитию тяжёлого заболевания сердца.
В 1950 году Василий Шевченко переехал в Липецк, где устроился на работу художником-оформителем на ферросплавном заводе, позднее — в трамвайном управлении.
С 1972 по 1986 год работал в художественно-производственных мастерских Липецкого отделения художественного фонда РСФСР.
В 1990 году за вклад в развитие изобразительного искусства был принят в члены профессионального творческого Союза художников и графиков Международной федерации художников ЮНЕСКО.
В 1991 году принят в члены Союза художников России.
С 1960 года Василий Шевченко участвовал в областных, всероссийских, международных и зарубежных выставках. Его картины выставлялись в Германии, Корее, Испании, США, Финляндии, Японии. Им были организованы более 15 персональных выставок. Василием Шевченко было написано более 1000 работ.
Скончался в Липецке в 1997 г.

## Работы художника находятся
- В собрании Министерства культуры Российской Федерации
- В собрании Государственного историко-архитектурного, художественного и ландшафтного музея-заповедника «Царицыно»
- В собрании Воронежского областного художественного музея им. И. Н. Крамского
- В собрании Липецкого областного краеведческого музея
- В частных коллекциях и галереях: России, США, Германии, Италии, Кореи, Финляндии, Японии

## Награды
- медаль «За отвагу» (16.3.1945)[3]
- орден Отечественной войны II степени (6.4.1985)[5]
- орден Отечественной войны I степени (21.2.1987)[6]